# Holigarna
Holigarna is een geslacht uit de pruikenboomfamilie (Anacardiaceae). De soorten uit het geslacht komen voor van op het Indisch subcontinent tot in Indochina.

## Soorten
- Holigarna albicans Hook.f.
- Holigarna arnottiana Hook.f.
- Holigarna beddomei Hook.f.
- Holigarna caustica (Dennst.) Oken
- Holigarna ferruginea Marchand
- Holigarna grahamii (Wight) Kurz
- Holigarna helferi Hook.f.
- Holigarna kurzii King
- Holigarna nigra Bourd.

... · 
Anacardium · 
Bouea · 
Buchanania · 
Cotinus · 
Mangifera · 
Pistacia (Pistache) · 
Protorhus · 
Rhus · 
Schinus · 
Sclerocarya · 
Sorindeia · 
Spondias · 
Toxicodendron · 
...